# وزارت دادگستری (جمهوری آذربایجان)
وزارت دادگستری جمهوری آذربایجان (ترکی آذربایجانی: Azərbaycan Respublikası Ədliyyə Nazirliyi) یک سازمان دولتی در داخل کابینه جمهوری آذربایجان است که مسئولیت تنظیم ساختار دادگستری، نظارت بر دادستان عمومی، حفظ نظام حقوقی و نظم عمومی و ایجاد اصلاحات قانونی را دارد.

## تاریخچه[۲]
وزارت دادگستری یکی از نخستین وزارتخانه‌های جمهوری خلق آذربایجان بود که در ۲۸ مه ۱۹۱۸ و همزمان با روز اعلام استقلال آذربایجان تأسیس شد. اساسنامه وزارتخانه در ۲۲ نوامبر ۱۹۱۸ توسط مجلس ملی جمهوری آذربایجان تصویب شد. پس از اشغال جمهوری خلق آذربایجان توسط ارتش یازدهم شوروی در ۲۸ آوریل سال ۱۹۲۰ وزارت دادگستری لغو شد و با تصمیم کمیته انقلابی آذربایجان، کمیساریای دادگستری خلق تأسیس شد.

در سال ۱۹۳۰، کمیساریای دادگستری خلق منحل شد و تمام صلاحیت‌های آن به دیوان عالی، کمیته اجرایی مرکزی، دادستانی و ارگان‌های دیگر واگذار شد.

در سال ۱۹۳۳ کمیساریای دادگستری خلق دوباره سازماندهی شد و مسئولیت تهیه لوایح، تفسیر قوانین، آموزش پرسنل قضایی، ارائه کمک‌های حقوقی به مردم، مدیریت سیستم مجازات و غیره را بر عهده داشت.

در سال ۱۹۳۷ اساسنامه جدید کمیساریای دادگستری خلق به تصویب رسید. در نتیجه اختیارات کمیساریای دادگستری خلق به طرز چشمگیری محدود گشت.

در سال ۱۹۵۹ دوباره وزارت دادگستری لغو شد و مدیریت کلیه عملیات قوه قضاییه به دیوان عالی کشور منتقل شد.

دومین سالروز تأسیس وزارت دادگستری به ۲۷ اکتبر ۱۹۷۰ زمانی که حیدر علی‌اف در این کشور به قدرت رسید در نظر گرفته می‌شود.

## سازمان[۳]
وزارت دادگستری توسط وزیر دادگستری اداره می‌شود و دارای سه معاون است. ساختار وزارت دادگستری آذربایجان شامل موارد زیر است:
- اداره کل سازمان و کنترل
- اداره کل قانونگذاری
- اداره کل ثبت و اسناد رسمی
- اداره کل اجرای احکام
- مرکز مدیریت
- خدمات مشروط
- بخش همکاری بین‌المللی
- بخش حقوق بشر و روابط عمومی
- بخش پژوهش
- مدیریت منابع انسانی
- امور کیفری
- دبیرخانه
- بخش مدیریت امور مالی و بیمه
- بخش مدیریت فناوری اطلاعات و ارتباطات

نهادهای حقوقی وزارت دادگستری جمهوری آذربایجان عبارتند از:
- خدمات زندان
- آموزشگاه قضایی
- بخش مرکزی پزشکی قانونی
- مؤسسه خبرگان حقوقی
- اداره ثبت احوال نفوس جمهوری آذربایجان
- سازمان‌های منطقه‌ای، محلی و سایر سازمان‌ها

## فهرست وزیران

### جمهوری خلق آذربایجان (۱۹۱۸–۱۹۲۰)
- خلیل‌بیگ خاصمحمدف (۱۹۱۸)
- فتحعلی‌خان خویسکی (۱۹۱۸)
- تیمور بیگ ماکینسکی (۱۹۱۸–۱۹۱۹)
- اصلان‌بیگ صفی‌کردسکی (۱۹۱۹)
- خلیل‌بیگ خاصمحمدف (۱۹۱۹–۱۹۲۰)

### جمهوری خلق آذربایجان (۱۹۲۲-اکنون)
- الیاس اسماعیل‌اف (۱۹۹۲–۱۹۹۵)
- جمشید حسن‌اف (۱۹۹۵–۲۰۰۰)
- فکرت محمدف (۲۰۰۰-اکنون)